# Aconodes costata
Aconodes costata är en skalbaggsart som först beskrevs av Guerin-meneville 1843.  Aconodes costata ingår i släktet Aconodes och familjen långhorningar.
Artens utbredningsområde är Taiwan. Inga underarter finns listade i Catalogue of Life.